# Henrieta Delavrancea
Henrieta Delavrancea - Gibory (n. 19 octombrie 1897 - d. 26 martie 1987) a fost una dintre primele femei arhitect admise la Școala Superioară de Arhitectură din București dar, datorită suspendării cursurilor pe durata Primului Război Mondial, nu a fost prima femeie care a absolvit. A fost fiica lui Barbu Ștefănescu Delavrancea și soră a scriitoarei și pianistei Cella Delavrancea. Alături de Horia Creangă, George Matei Cantacuzino și Octav Doicescu, face parte din generația de arhitecți care a avut o contribuție importantă la formarea școlii de arhitectură modernă românească .

## Biografie
Henrieta Delavrancea, numită de apropiați Riri, s-a născut pe 19 octombrie 1897 în  București, Romania, ca fiică a  Mariei Lupașcu și a lui  Barbu Ștefănescu Delavrancea. Deoarece s-a născut într-o familie din clasele înalte ale societății iar tatăl ei era atât un foarte cunoscut scriitor cât și un politician, Henrieta Delavrancea a crescut înconjurată de membri importanți ai societății românești din acea vreme. În 1913 s-a înscris la Școala Superioară de Arhitectură, într-o clasă de 20 de studenți, alături de o altă studentă, Marioara Ioanovici. Deși a fost una din primele femei admise, a suspendat cursurile în 1916 din cauza războiului.
În timpul Primului Război Mondial, a lucrat ca soră medicală și s-a căsătorit cu Emil Gibory în 1919. Au locuit pentru puțin timp la Paris și apoi s-au mutat în zona montană, locuind în Nehoiu. După doi ani, s-au mutat în Penteleu, România, dar în 1924, Delavrancea s-a decis să-și reia studiile. În 1926-1927 și-a luat licența și a afirmat ulterior că este a patra arhitectă din țară, după “Ada Zăgănescu, Virginia Andreescu și Mimi Friedman”. Aceast s-ar putea să nu fie întru totul corect, din moment ce Societatea Arhitecților din România avea înregistrate în 1924 șase femei: Maria Cotescu, Irineu Maria Friedman, Virginia Andreescu Haret, Maria Hogas, Antonetta Ioanovici și Ada Zăgănescu. Pe de altă parte, Delvrancea a proiectat prima ei casă, numită ”Casa Germană” în 1921, înainte de a termina școala, pe vremea cînd locuia în Nehoiu. De asemenea, s-ar putea să fi făcut o confuzie de nume, deoarece Zăgănescu studiase în particular cu Ion Mincu și este cunoscută drept prima femeie arhitect, Andreescu-Haret e recunoscută ca prima absolventă a Școlii Superioare de Arhitectură în 1919 și Cotescu a absolvit studiile în București în 1922.
Numele ei este legat de salvarea Bisericii Krețulescu de la demolare în timpul comunismului.

## Lucrări[6]

### Monumente
- 1925 - 1926 - Casa H. Delavrancea - Gibory, str. M. Eminescu, nr. 149, București;[8]
- 1927 - 1932 - Prefectura jud. Caraș, actualul sediu al Primăriei Oravița;
- 1929 - Banca Comercială Neamțu, Drobeta Turnu Severin;
- 1934 - Apartamentele metropolitane, E.S.C., Măn. Sinaia;
- 1936 - 1937 - Vila Vâlcolici, str. Londra, nr. 44, București;
- 1937 - Casa Cantuniari, str. Pictor Mirea, nr. 18, București;
- 1938 - Fațada și holul cinematografului Capitol, București;

### Case din Balcic
- 1934 - 1935 - Vila Ion Pillat;
- 1934 - Vila ”Turnul lui Mugur” Gheorghe Mugur;
- 1934 - Vila ”Balcica” Octavian Moșescu;
- 1935 - Vila Eliza Brătianu, fosta casă Hagi Geavid;
- 1935 - Pavilionul de ceai al Reginei Maria; - ruină
- 1935 - Casa Ștefan Coșa;
- 1935 - Casa Elena Coșa;
- 1936 - Pavilionul grănicerilor - Palatul Regal;
- 1936 - Vila Mircea Canciov;
- 1936 - Via Dimitriu ”Ghiul Serai”;

### Alte lucrări
- 1930 - 1931 - Institutul de medicină ”Dr. N. Lupu”, București;
- 1932 - 1942 - Institutul de Igienă și Sănătate Publică, București;
- 1949 - 1959 - Spitalul Clinic ”Fundeni”, București;
- 1950 - 1960 - Institutul oncologic - Spitalul ”Filantropia”, București;